# Francisco Santos García de Ontiveros y Martínez
Francisco Santos García de Ontiveros y Martínez (falecido a 28 de junho de 1596) foi um prelado católico romano que serviu como bispo de Guadalajara (1592 – 1596).

## Biografia
No dia 22 de maio de 1592, Francisco Santos García de Ontiveros y Martínez foi escolhido pelo Rei da Espanha e confirmado pelo Papa Clemente VIII como Bispo de Guadalajara. A 3 de outubro de 1593, foi consagrado bispo por Diego de Romano y Govea, bispo de Tlaxcala e, em 6 de novembro de 1593, foi empossado no bispado. Serviu como Bispo de Guadalajara até à sua morte no dia 28 de junho de 1596.